# Notiophygus dentipennis
Notiophygus dentipennis is een keversoort uit de familie Discolomatidae. De wetenschappelijke naam van de soort is voor het eerst geldig gepubliceerd in 1834 door Gory.
De soort is ontdekt in Kaap de Goede Hoop.